# Pelzhandschuh

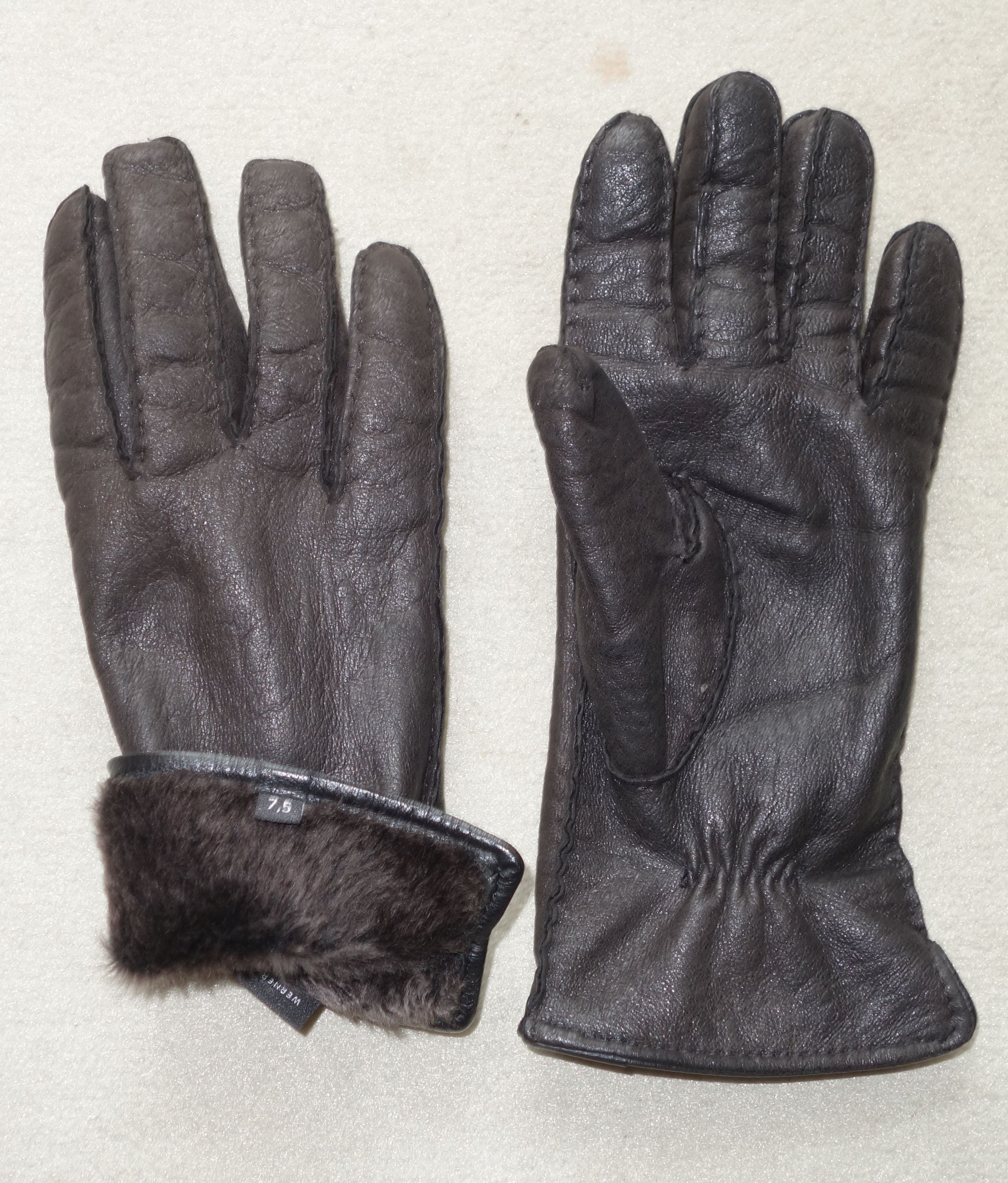
Nappierte Damen-Lammfell-Pelzhandschuhe (Christ)

Pelzhandschuhe, beziehungsweise Fellhandschuhe, eine maßgerechte Winterbekleidung für die Hände, werden hauptsächlich aus Schaf- oder Lammfell hergestellt. Wie Textilhandschuhe gibt es sie als fingerlose Fäustlinge, bei dem nur der Daumen eine separate Umhüllung aufweist, als Fingerhandschuhe sowie, je nach Anforderung, in weiteren Varianten. Kinderhandschuhe sind üblicherweise Fäustlinge, vor allem für Kleinkinder oft ohne extra Daumen. Das Haar befindet sich, besser warmhaltend, zumeist auf der Innenseite, häufig am Handloch verbrämend auch außen. Die Herstellung geschieht in der Regel von Handschuhmachern in Klein-, Mittel- oder Großbetrieben, die auch die Lederhandschuhe produzieren, gelegentlich noch durch Kürschner.

## Beschreibung

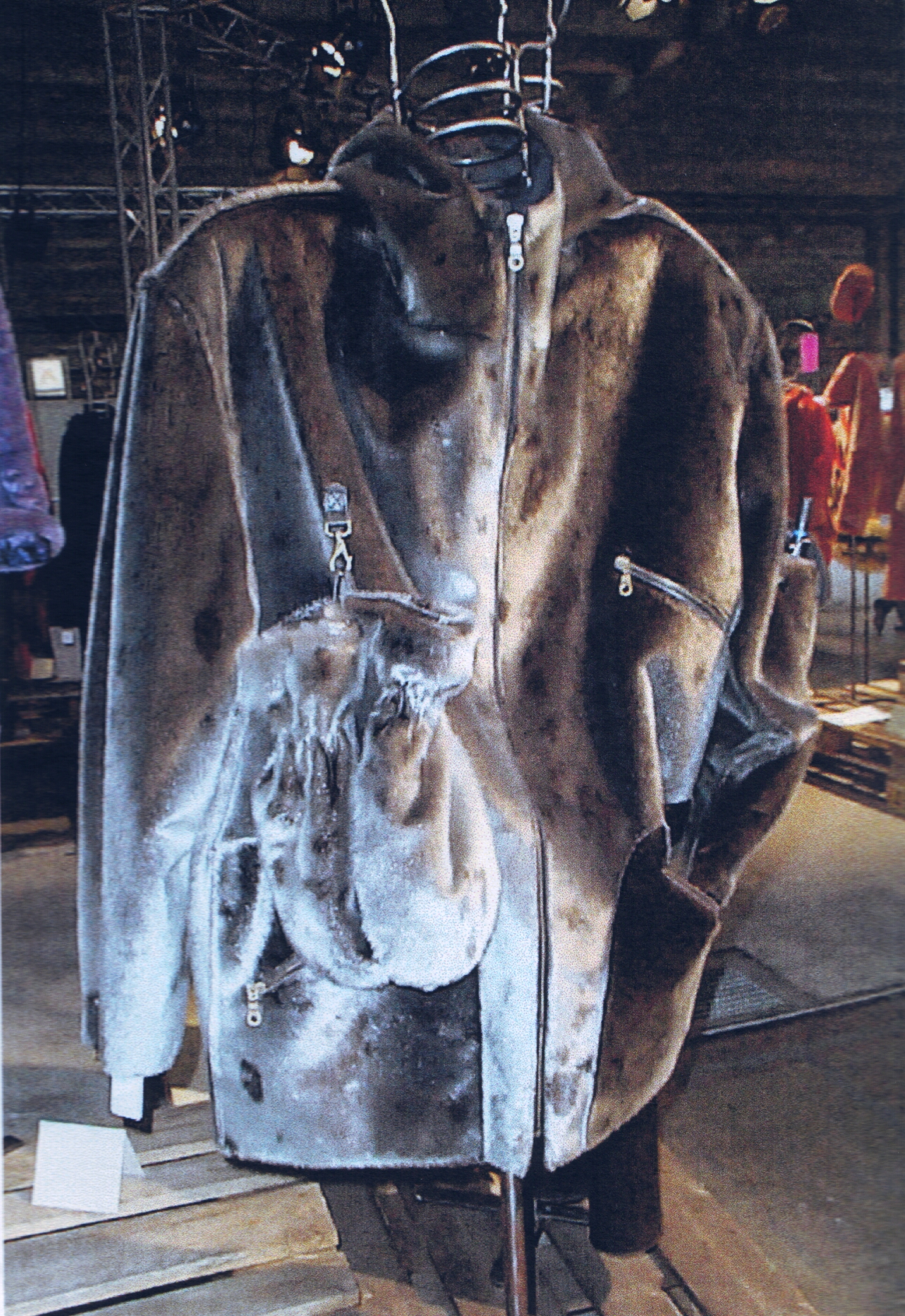
Herrenjacke und Handschuhe aus Grönländer Seehund (Pelzmodelle Kuhn, 2000)

Pelzhandschuhe werden entweder mit dem blanken, veloutierten oder nappierten Leder nach außen getragen, oder sie sind mit Leder, robustem Tuch oder anderem Material überzogen. Das in unseren Breitengraden hauptsächlich verwendete Fellmaterial ist Schaf- oder Lammpelz, in deutlich geringerer Zahl Kaninfell und Edelpelzfelle, wie Fuchsfell oder Nerzfell, diese eventuell auch nur als Verbrämung am Handloch. Edelfelle finden sich besonders beim sogenannten Streichelhandschuh, einem Fausthandschuh mit dem Fell außen, der für diesen Zweck auch einzeln verkauft wird.
Für Fingerhandschuhe werden besonders flachhaarige oder dünnbehaarte Lammfelle bevorzugt, auch entsprechendes Kaninfell wird dafür eingesetzt, früher häufiger auch Zickelfell. Selten werden kurzhaarige Edelpelzarten verwendet, hier bietet sich besonders das Nerzfell an. Fingerhandschuhe für den üblichen zivilen Gebrauch haben meist keinen Überzug, das Leder der Außenseite ist nappiert oder veloutiert.
Neben den fellgefütterten Varianten werden Modelle mit dem Haar außen in verschiedenen Fellarten angeboten, die Handinnenseite aus Leder oder Stoff. Gelegentlich gab es Handschuhe ohne Überzug, bei denen das Leder kunsthandwerklich bemalt war.
Die üblichen Fellarten reichen, neben dem Lammfell, vom preiswerten Kaninfell über Rotfuchsfell bis zu Edelpelzen, wie Nerz- oder Edelfuchsfell. Wie bei anderen Winterhandschuhen sind sie zumeist mit Vlies oder einer anderen, zusätzlich warmhaltenden Textilie ausgefüttert. Wenn Handschuhmodelle nur die Hand selbst umhüllen, bildet der Abschluss zum Arm oft ein Strickbündchen.

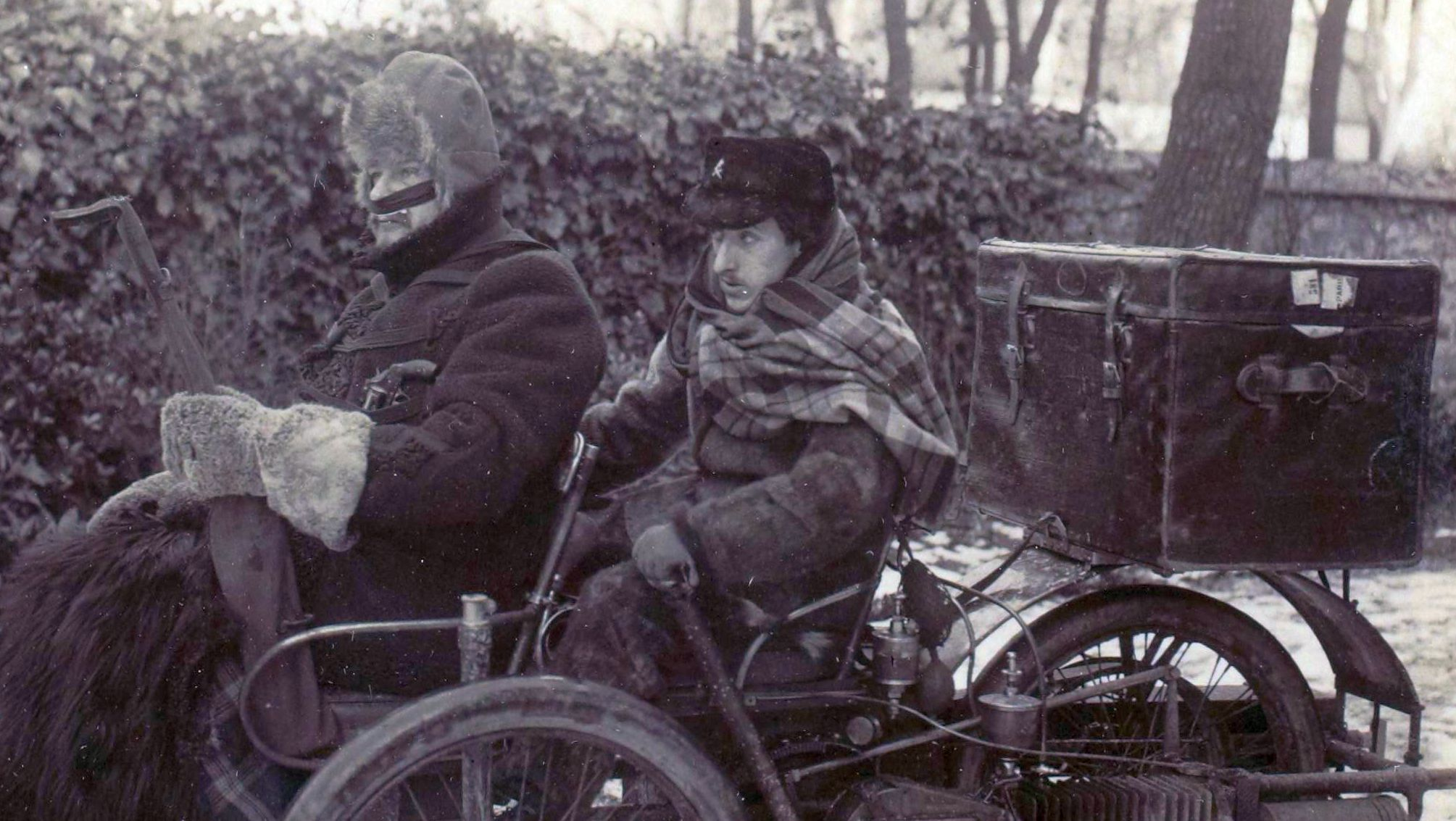
Automobilistenhandschuhe (1899)
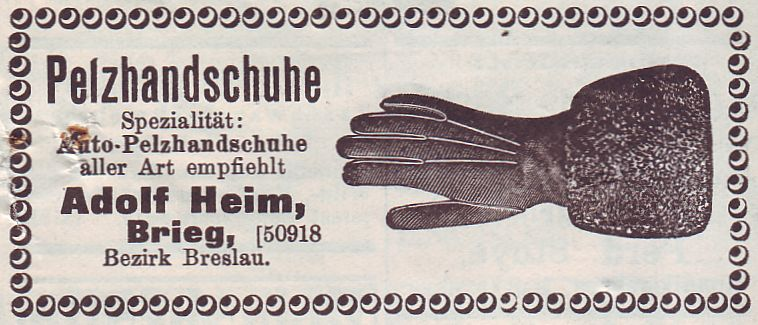
Inserat „Pelzhandschuhe“, Firma Adolf Heim in Brieg (1916)
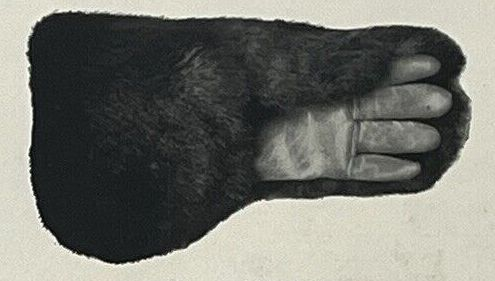
Fingerhandschuh in der Optik eines Fäustlings (USA, 1922)

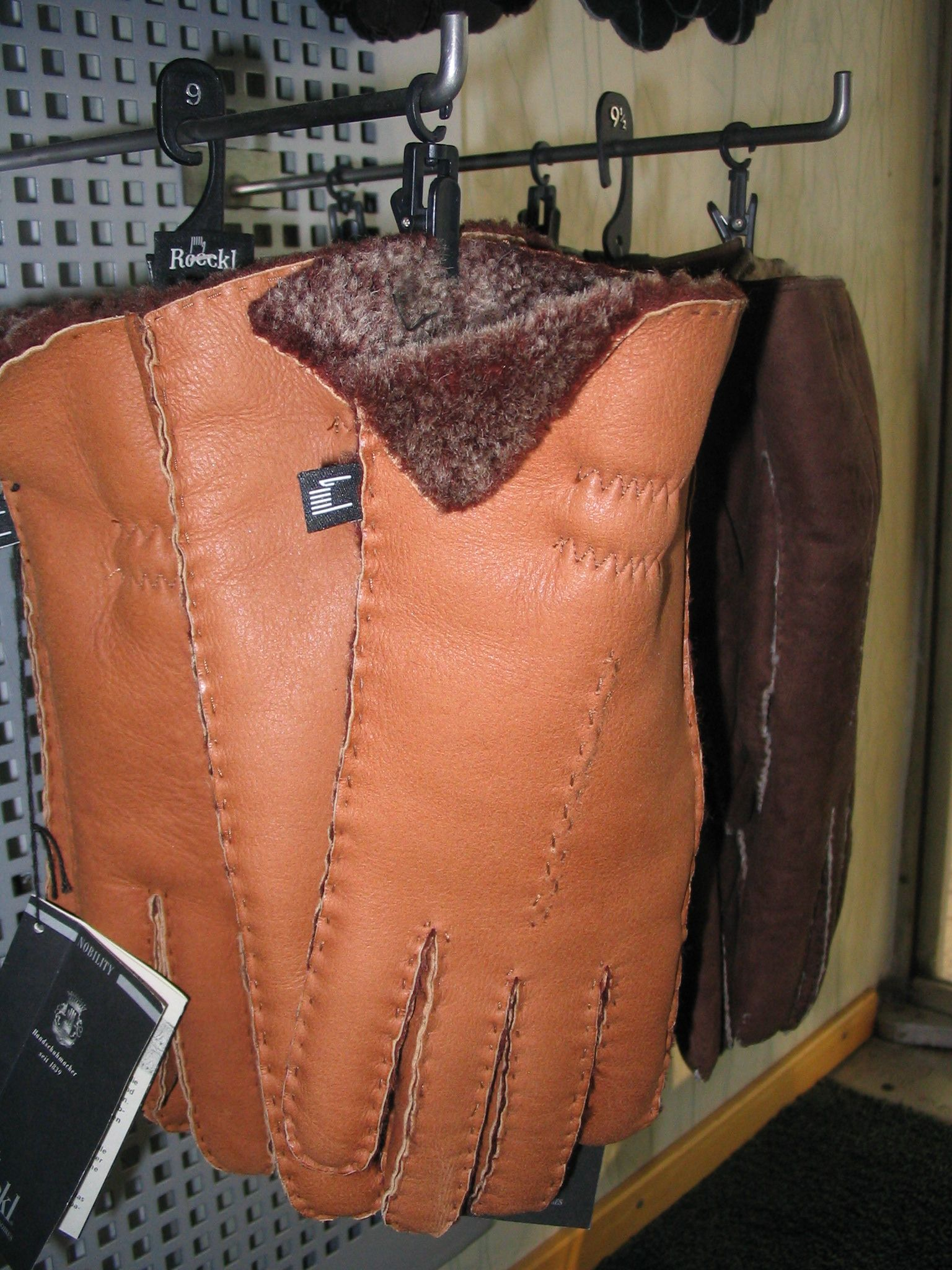
Nappa-Lammfellhandschuhe des deutschen Marktführers Roeckl
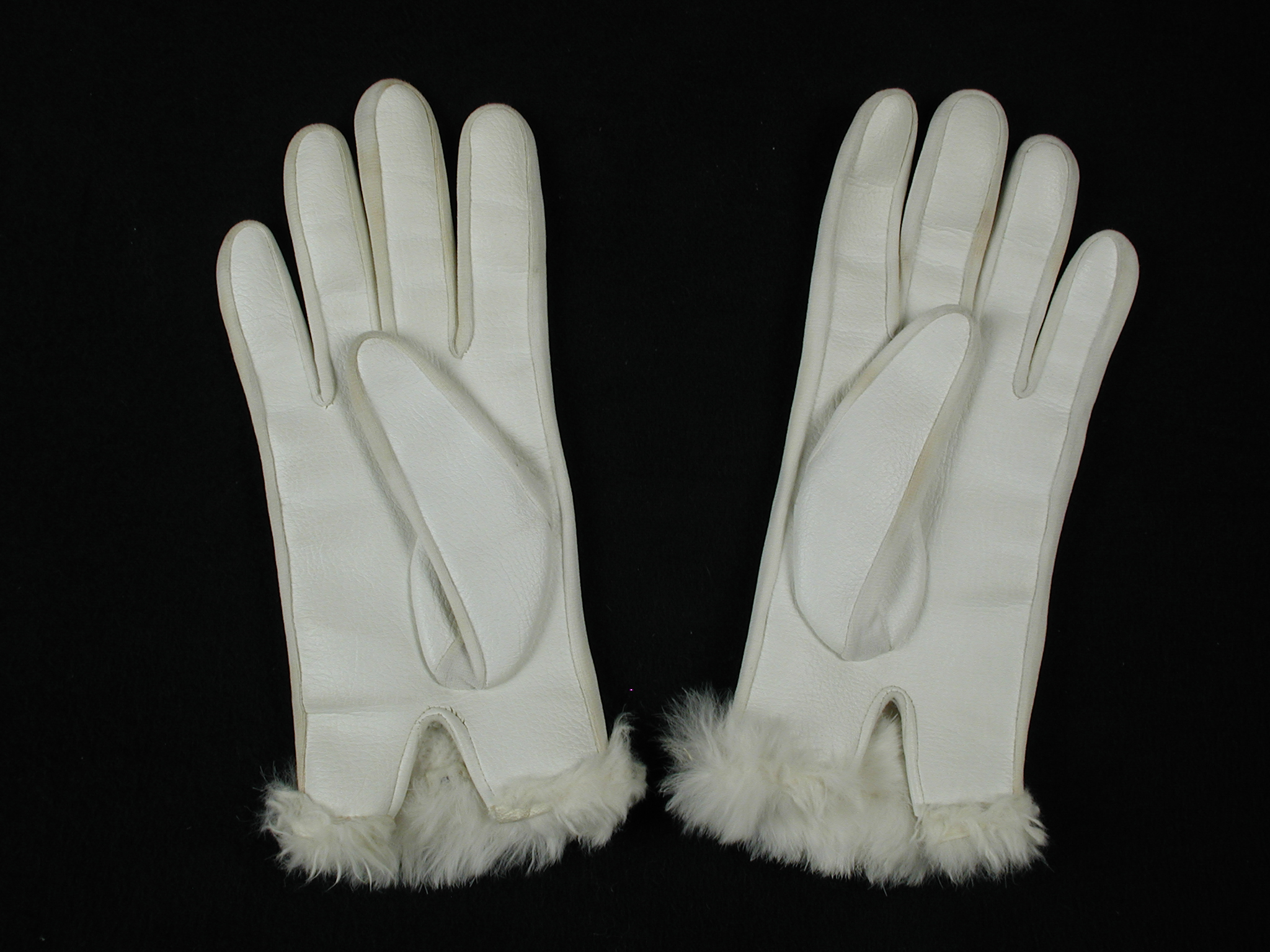
Damenhandschuhe aus Skai mit Synthetikjersey und weißem Kaninfellbesatz, nur am Eingriff

### Militär-Pelzhandschuhe
Bei den Historikern fanden die zwar warmhaltenden und in kalten Wintern beim Militär häufig üblichen, jedoch die Handtätigkeit behindernden Handschuhe wohl selten Beachtung.
König Matthias Corvinus, unter anderem König von Ungarn und von Kroatien, bestellte sich, bevor er 1476 die Feste Sabác belagerte, bei den Kürschnern für 8000 Soldaten Ködmöns, das waren hüftlange Jacken, und Pelzhandschuhe.
Winterhandschuhe für das Militär bestehen heute wohl fast ausschließlich aus Synthetikmaterial, gelegentlich mit einer Lederaußenseite. Die noch in den beiden Weltkriegen üblichen pelzgefütterten Handschuhe der Soldaten hatten einen extra kräftigen Stoffüberzug und reichten häufig bis in den Unterarm hinauf. In der DDR gab es für Motorradfahrer Dreifingerhandschuhe aus Fell, Daumen und Zeigefinger waren einzeln, die drei anderen Finger gemeinsam mit Tufting umhüllt.

Pelz-Bekleidung und -Fausthandschuhe beim Militär
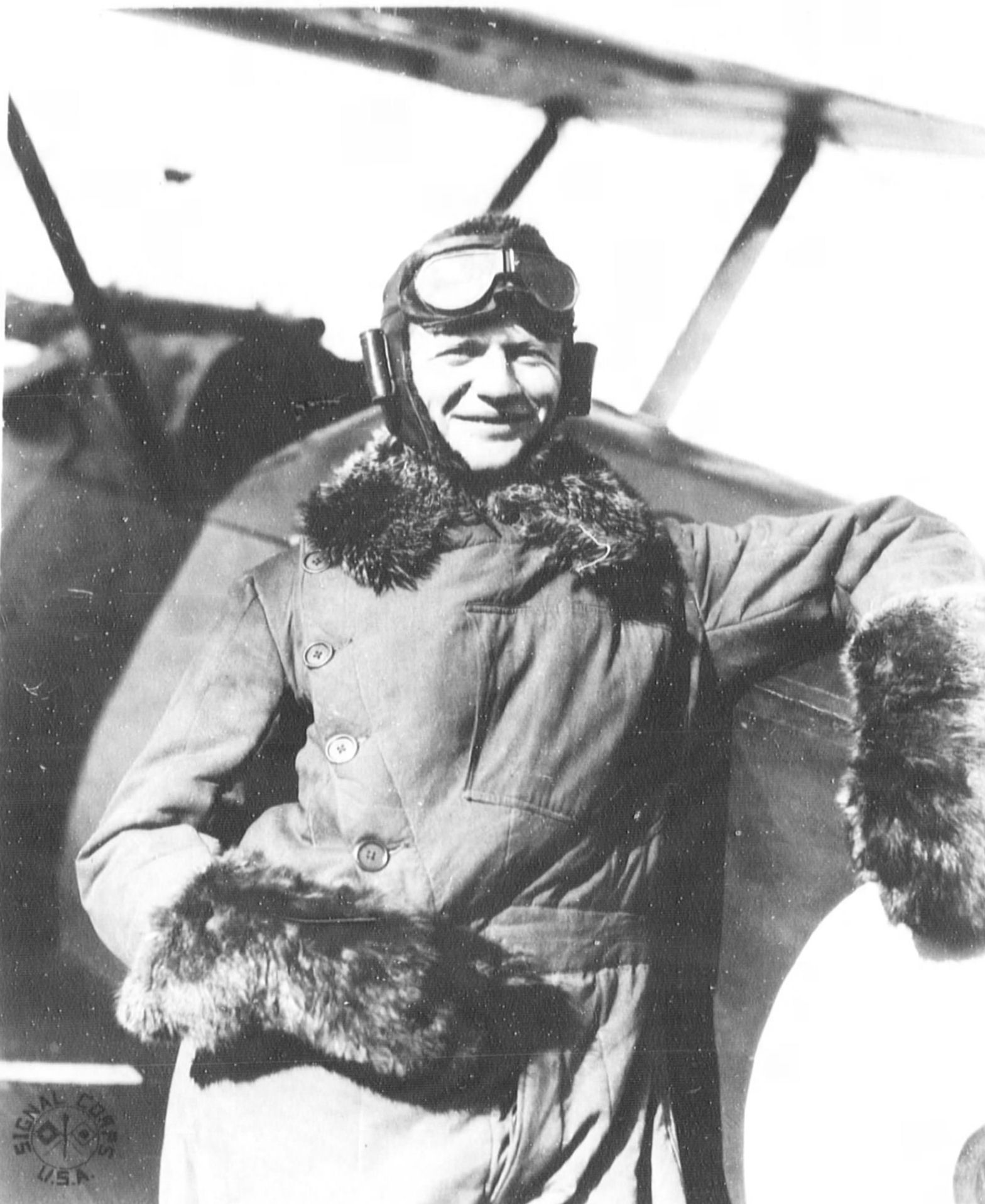
Pilot des 148. Luftgeschwaders der US‑Armee (1904)
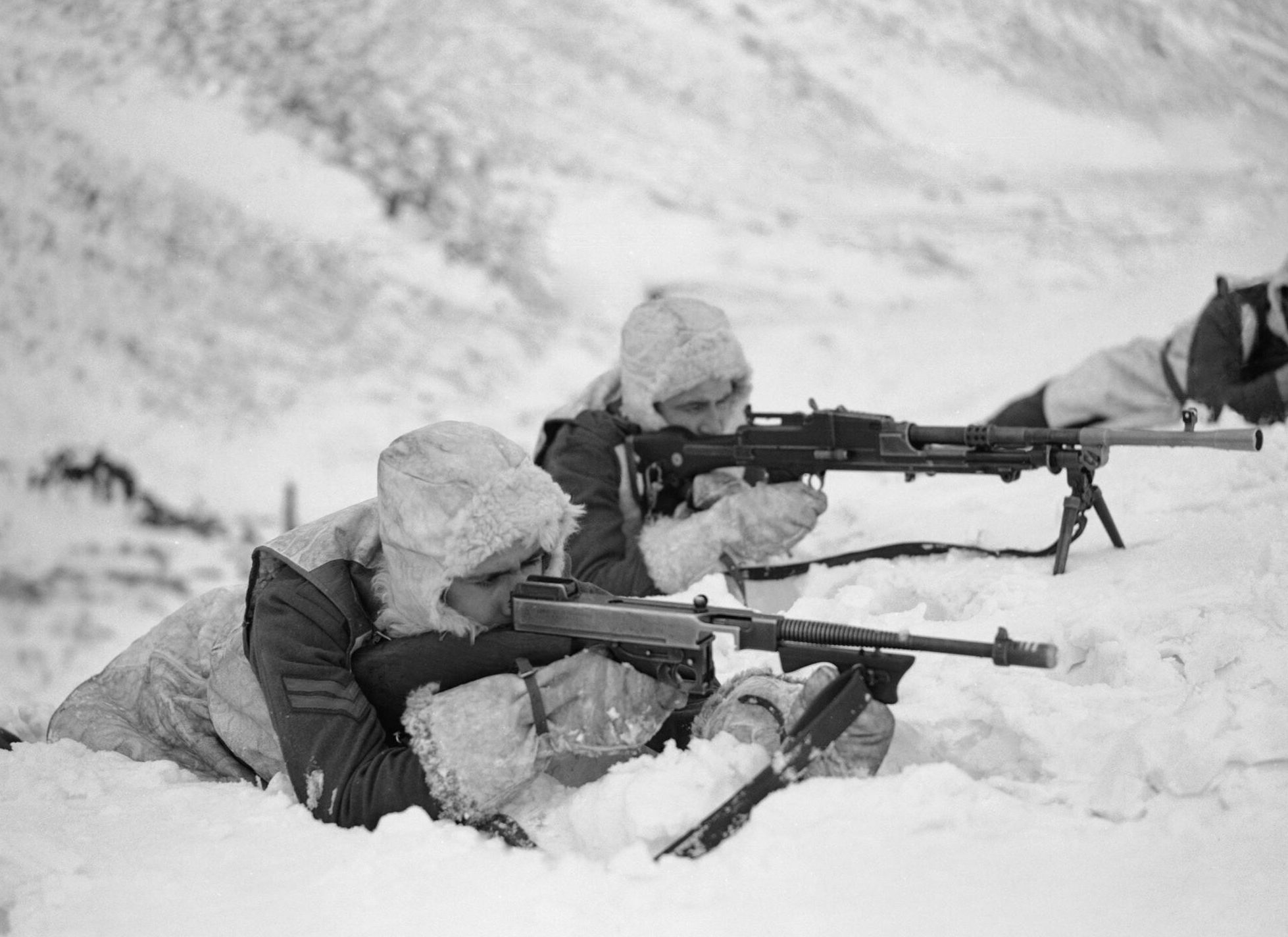
Englische Soldaten (1942)
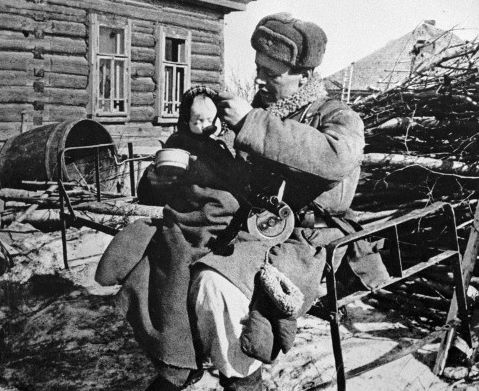
Russischer Soldat (1943)

## Geschichte

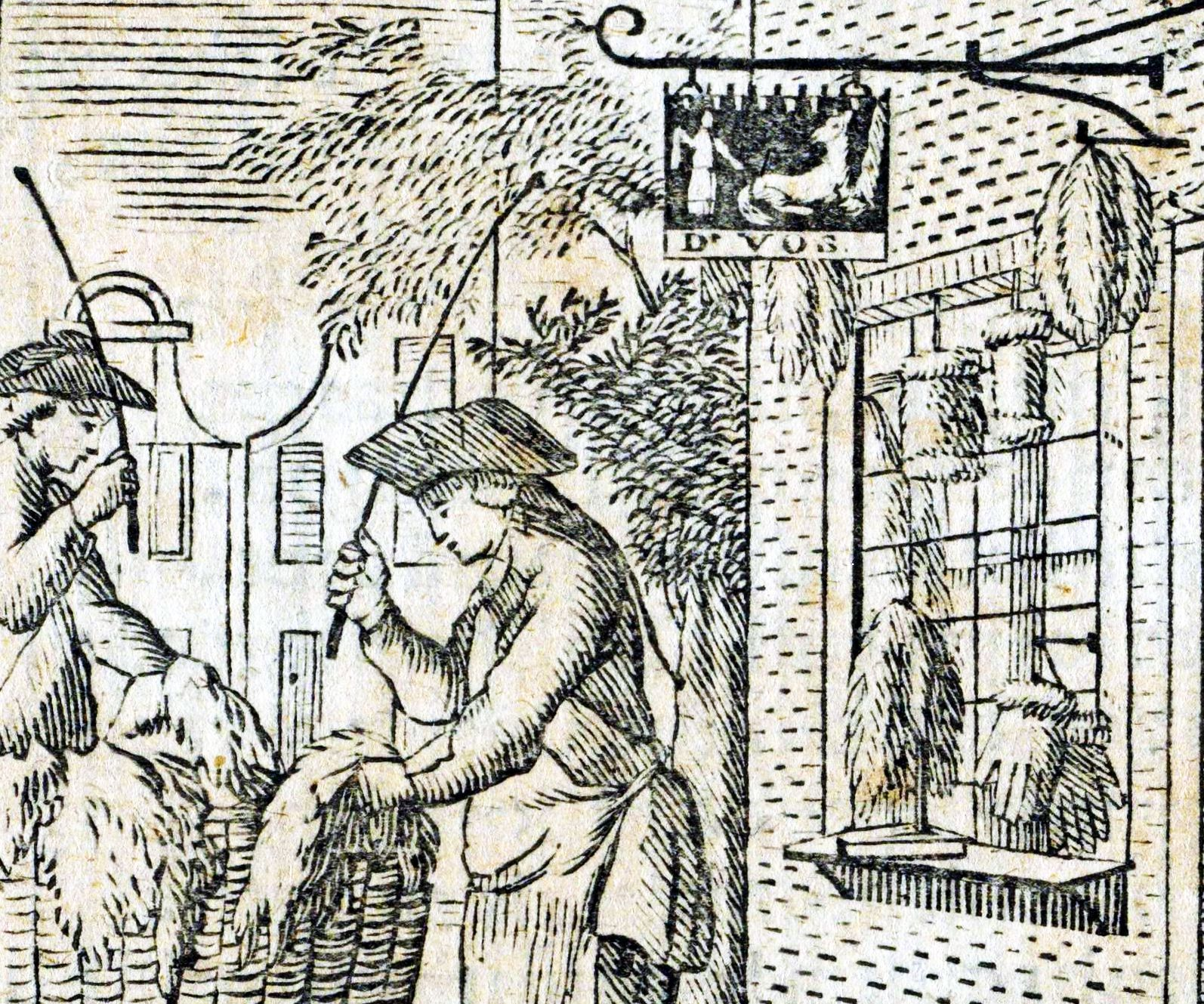
Pelzhandschuhe und Muffe vor einem holländischen Kürschnerladen (1786)

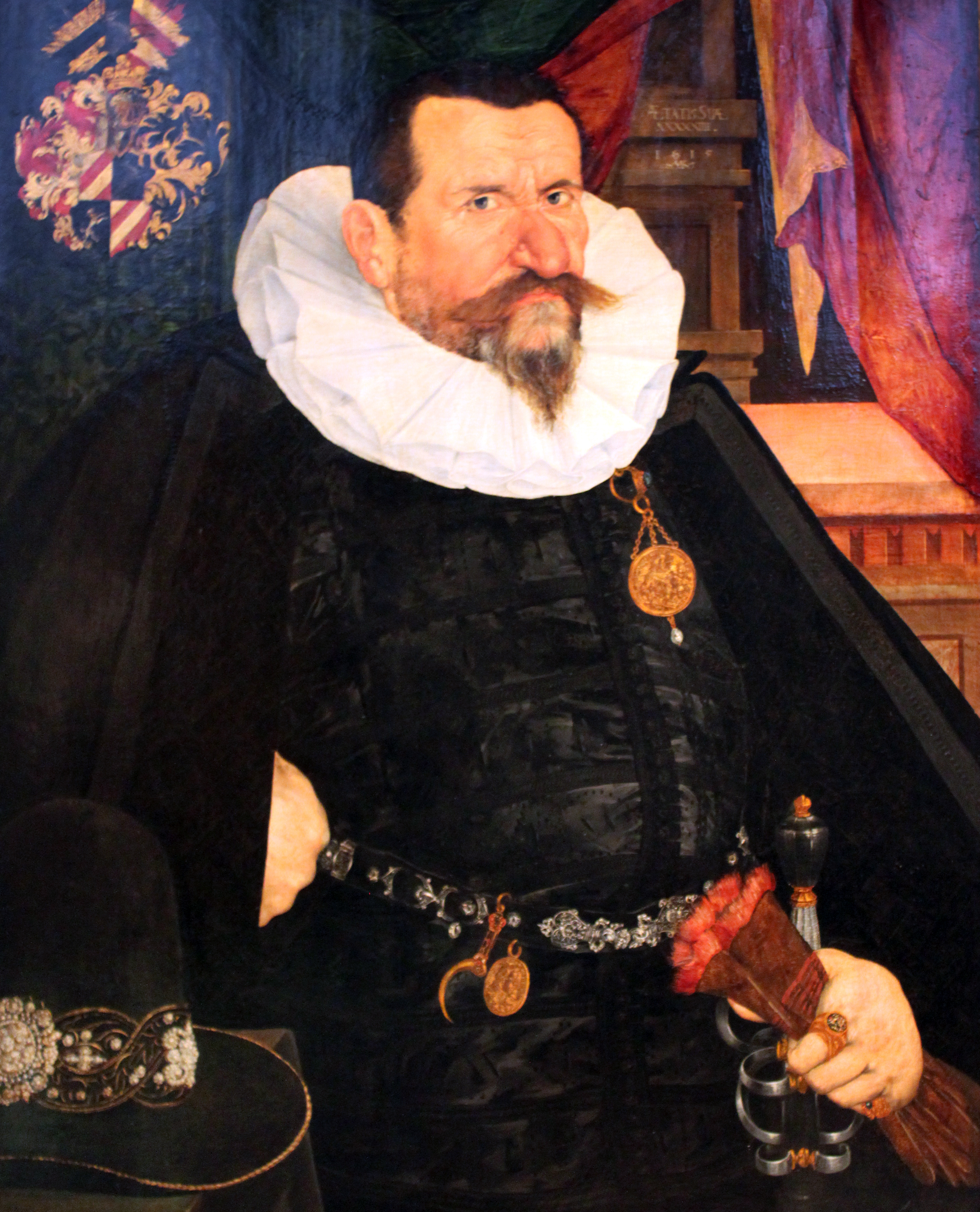
Herrenporträt mit Pelzhandschuhen (1715)

Die mutmaßlich erste Erwähnung von Pelzhandschuhen findet sich bei Xenophons Cyropaedia am Ende des achten Buches, wo er von rauen oder dichten Winterhandschuhen der Perser berichtet. Im 9. und 10. Jahrhundert trugen die Mönche im Winter „muffulae“, Schaffellhandschuhe.
Während pelzgefütterte Handschuhe wegen ihrer wärmenden Eigenschaft und mit dem Flair eines gewissen Luxus heute weit verbreitet sind, kennzeichneten sie als Mode im Mittelalter und in der Renaissance einen Höhepunkt der Gewandsymbolik. Es wurden Handschuhe aus Biber- oder Hasenhäuten hergestellt, raffiniertere Paare aus Gamsleder (Chamois), mit Fehfell verbrämt und aufwendig verziert.
Ein holländischer Stich aus dem Jahr 1766 zeigt, dass die Anfertigung von Finger-Pelzhandschuhen zumindest zu der Zeit zum Aufgabenbereich des Kürschnerhandwerks gehörte, 1855 wird dies auch für Deutschland erwähnt, einer Zeit, in der das Gewerk der Handschuhmacher einen ungewöhnlichen Aufschwung erfuhr. Während es in Bayern und Preußen über 5000 Kürschnermeister und fast ebenso viel Gesellen gab, waren es in Preußen und Bayern zusammen über 1500 Handschuhmacher mit 1200 Gesellen. Die traditionellen Handschuhmacher verloren durch die Entstehung neuer Gewerke, die einzelne Produkte ihres üblichen Angebots fabrikmäßig billiger herstellen konnten, zunehmend an Umsatz. Dazu trug beispielsweise die Erfindung des Ausschlageisens durch den Franzosen Jouvin (Firma Jouvin und Dovon, Paris) bei, mit dem Handschuhe wesentlich schneller ausgestanzt als, wie bisher, zugeschnitten werden konnten. Fingerhandschuhe aus Fell werden heute in der Regel von Fabrikanten für Lederhandschuhe hergestellt.
Fäustlinge, auch Schlupfer genannt, halten durch die geringere Oberfläche die Wärme besser als Fingerhandschuhe. Sie werden deshalb von Einwohnern kalter Regionen bevorzugt, obwohl sie die Beweglichkeit der Hände einschränken, auch waren sie von Mitgliedern der Naturvölker einfacher herzustellen. Materialien sind hier die örtlich anfallenden Fellarten, besonders bevorzugt die der in großer Zahl gehaltenen Rentiere beziehungsweise Karibus. Auch dort dürfte Kunstfaser heute weitgehend das Fell ersetzt haben. Zu den Ausstattungen der Polarexpeditionen gehörten immer auch mächtige Fausthandschuhe aus Fell.
Insbesondere vor 1900 bis etwa in die 1930er Jahre waren aus mehreren Teilen bestehende Pelzgarnituren sehr aktuell. Besonders bei Garnituren für Mädchen gehörte außer dem Pelzmuff (die Alternative zu Pelzhandschuhen), der Pelzmütze und dem Pelzschal oft auch ein Paar Pelzfäustlinge, mit einem langen Band zusammengehalten, dazu. Aus Island kamen Anfang des 20. Jahrhunderts großlockige Felle unter dem Handelsnamen Clondyke, nach dem Zweiten Weltkrieg kleinlockige Felle die meist schon im Land zu Konfektion verarbeitet wurden. Um 1925 waren sie ein beliebtes Material für Kinderjacken und -garnituren (Muff, Mütze, Schal, Handschuhe). Der Export betrug zu dieser Zeit selten mehr als 20 Tausend Felle.
Eine besondere Beachtung fand auf der Weltausstellung Paris 1900 ein Pavillon der Firma Revillon Frères, die im Palais de Costume einen kleinen mittelalterlichen Laden nachgestellt hatte, in dem neben vielen anderen Fellprodukten Pelzhandschuhe aus Fischotter gezeigt wurden.
Mehrere Jahre vor dem Ersten Weltkrieg kamen größere Posten Felle von Duckern, eine kleine Gazellenart, auf den europäischen Markt, jährlich etwa 30.000 bis 40.000 Stück. die, mit den Haaren zugerichtet, zu Pelzhandschuhen verarbeitet wurden. Der englischsprachige Handel bezeichnete 1924 das für Handschuhe veloursgegerbte Antilopenleder ohne Haare als Antilope, mit Haar als Gazelle.
Als Schmaschen werden die Felle von ein bis zwei Tage alten, auch die früh- oder totgeborener Lämmer bezeichnet. Die Felle sind klein bis mittelgroß, die Behaarung ist meist kurz und flach, niederlockig und dünn, doch je Rasse verschieden. Diese Eigenschaften machen sie, zusammen mit dem dünnen Leder, besonders geeignet für feine Pelzhandschuhe. Aus der Türkei und Syrien kommen die oft seidigen und rauchen Aleppo-Schmaschen, diese Lammfellsorten sind für Pelzzwecke gut geeignet, sofern sie nicht scheckig sind. Insgesamt unterscheidet man bei Schmaschen zwischen Tanners = Gerberfelle (für Handschuhfutter und Lederproduktion) und Furriers = Pelzfelle. Auch Montevideo-Schmaschen eignen sich gut für Handschuhe, ebenso europäische Schmaschen aus Italien, Sardinien und Korsika.
Das Berliner Pelzhaus C. A. Herpich Söhne bot 1910 pelzgefütterte Damenhandschuhe als „Schlupfer mit Hermelin-Kaninfutter“ und „Chair [ein besonders weiches Leder] mit Biberfutter“ an. Für Männer gab es Handschuhe mit Lammfellfutter, mit sibirischem Katzenfutter, waschlederne Fahrhandschuhe mit Lammfellfutter sowie „Auto-Handschuhe in verschiedenen Preislagen“. Die Handfläche einer Variante der Autohandschuhe, außen braun, war aus Nappaleder mit gebleichtem Opossumfell gefüttert. Die Preislage bewegte sich zwischen 7,50 und 45 Mark. Kutscher-, später Autofahrerhandschuhe, waren üblicherweise Fingerhandschuhe.
In Rötha, einem Ort mit zeitweise etwa 40 Pelzzurichtern und Pelzveredlern, gab es in Zeiten der DDR noch mindestens zwei Betriebe, die sich wesentlich mit der Herstellung von Faust- und Fingerhandschuhen, für die Armee und für Privat, beschäftigten, jeweils zuletzt geleitet von den Kürschnermeistern Siegfried Albrecht und Volker Rungwerth. Diese Kürschnereien stellten nur die Pelzfutter her, die anschließend von Lederhandschuhunternehmen mit der Lederhülle zusammengefügt und von diesen vertrieben wurden. Die kleinen Handschuhbetriebe der DDR waren um 1972 enteignet und in eine staatliche Genossenschaft überführt worden. Ein anderes altes, überregionales Zentrum der Herstellung von feinen, zumindest früher auch besonders preiswerten Lederhandschuhen, ist das italienische Neapel, wo in den Werkstätten auch Fingerhandschuhe aus Lammfell und Kanin gefertigt werden.

Pelzhandschuhe indigener Völker kalter Regionen
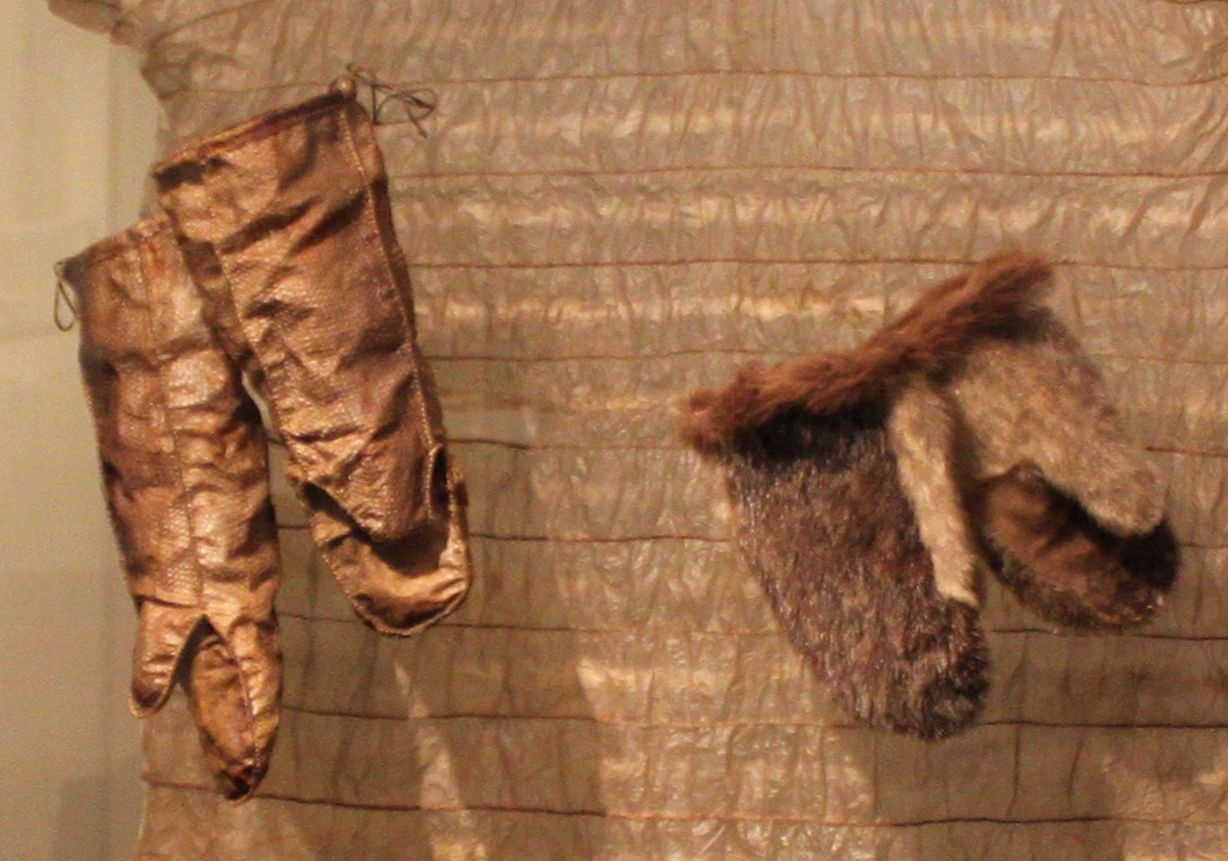
Inuit-Handschuhe (Inuit-Sammlung des Ethnologischen Museums Berlin)
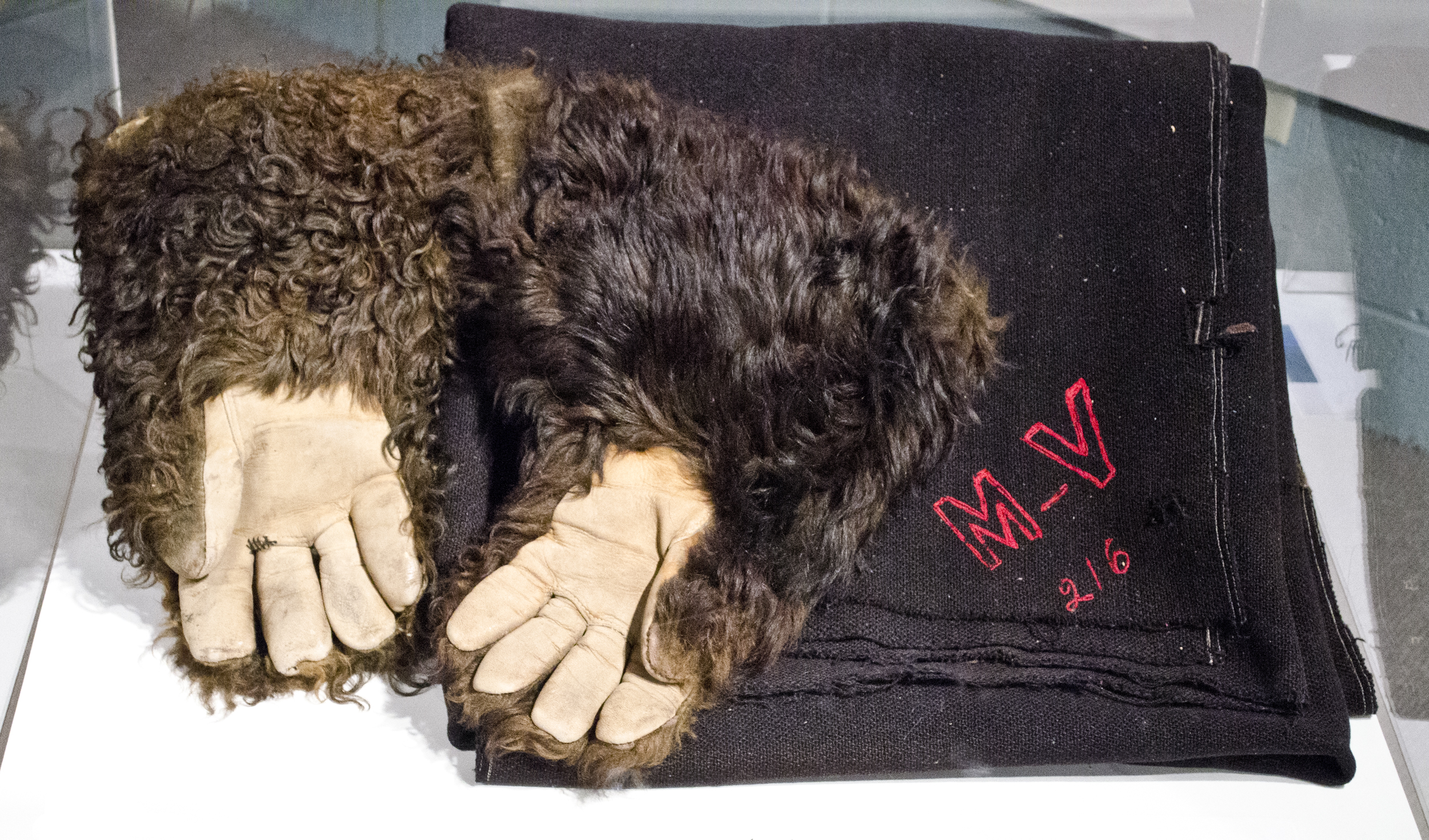
Bisonfellhandschuhe der Monida und Yellowstone Stage Company (1898–1913) (Museum of the Rockies)
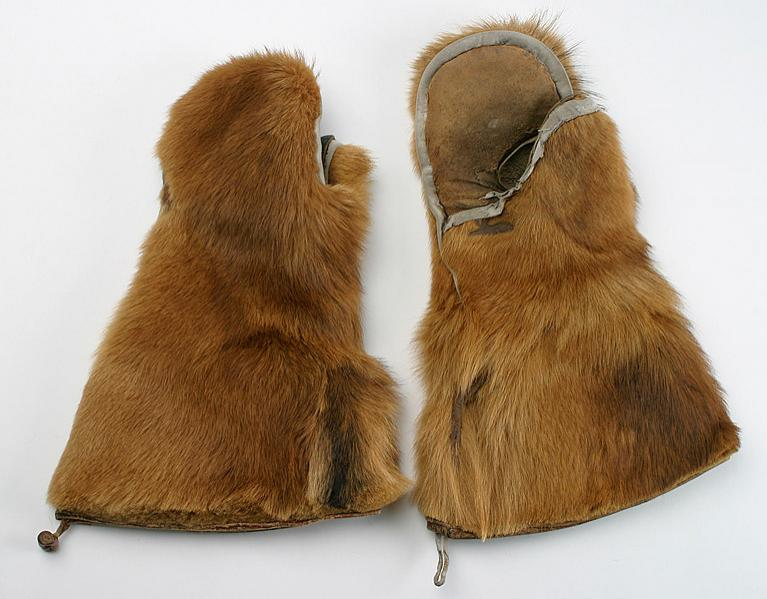
Rindsleder und Hundefell, Finnland (1951)
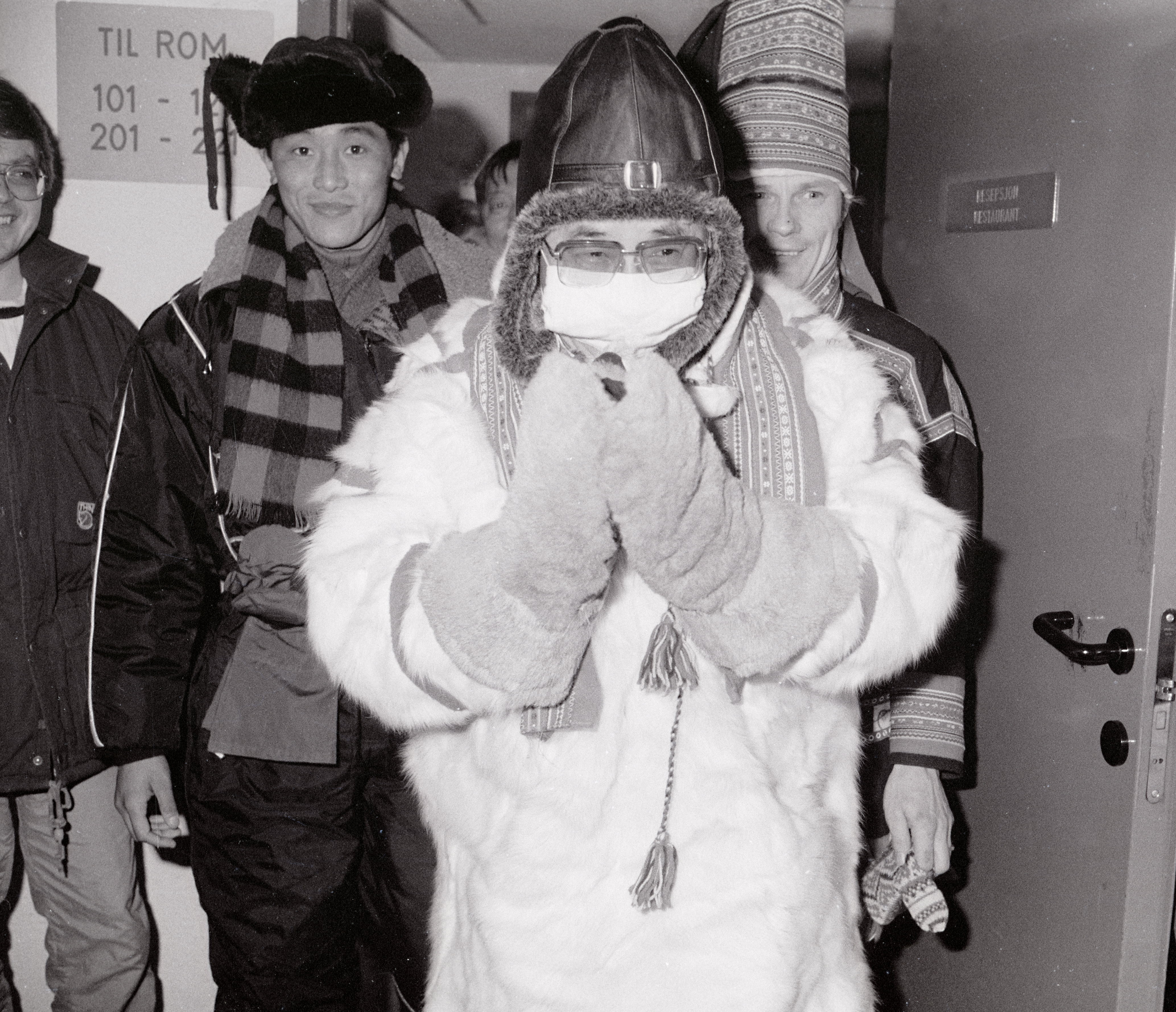
Der 14. Dalai Lama in der Nationaltracht der Samen aus Schneehasenfell (1989)
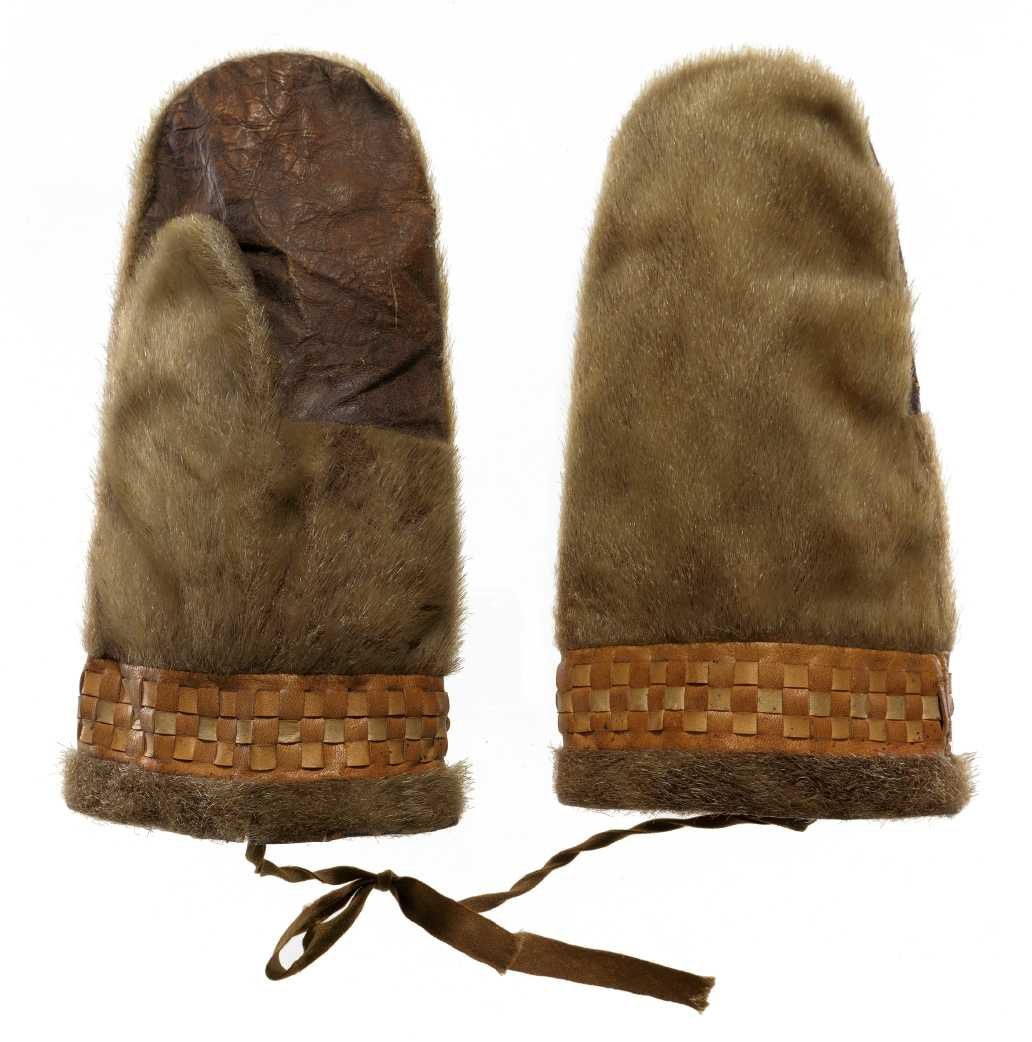
Seehundfell-Handschuhe der Grönländer Inuit (2011)

## Herstellung

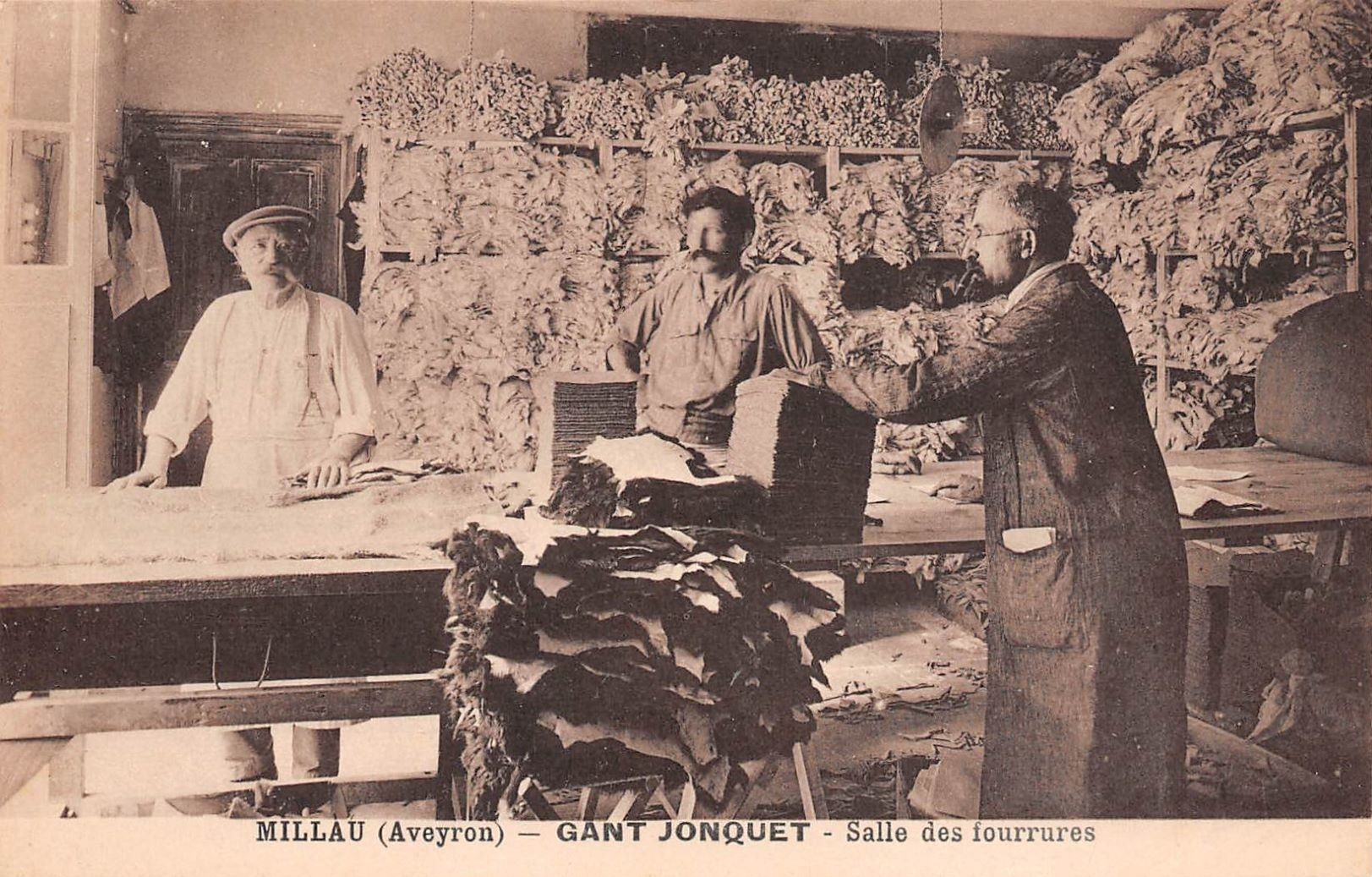
Fell-Lager der Handschuhfabrik Gant Jonquet in Millau, Frankreich (1910er Jahre)

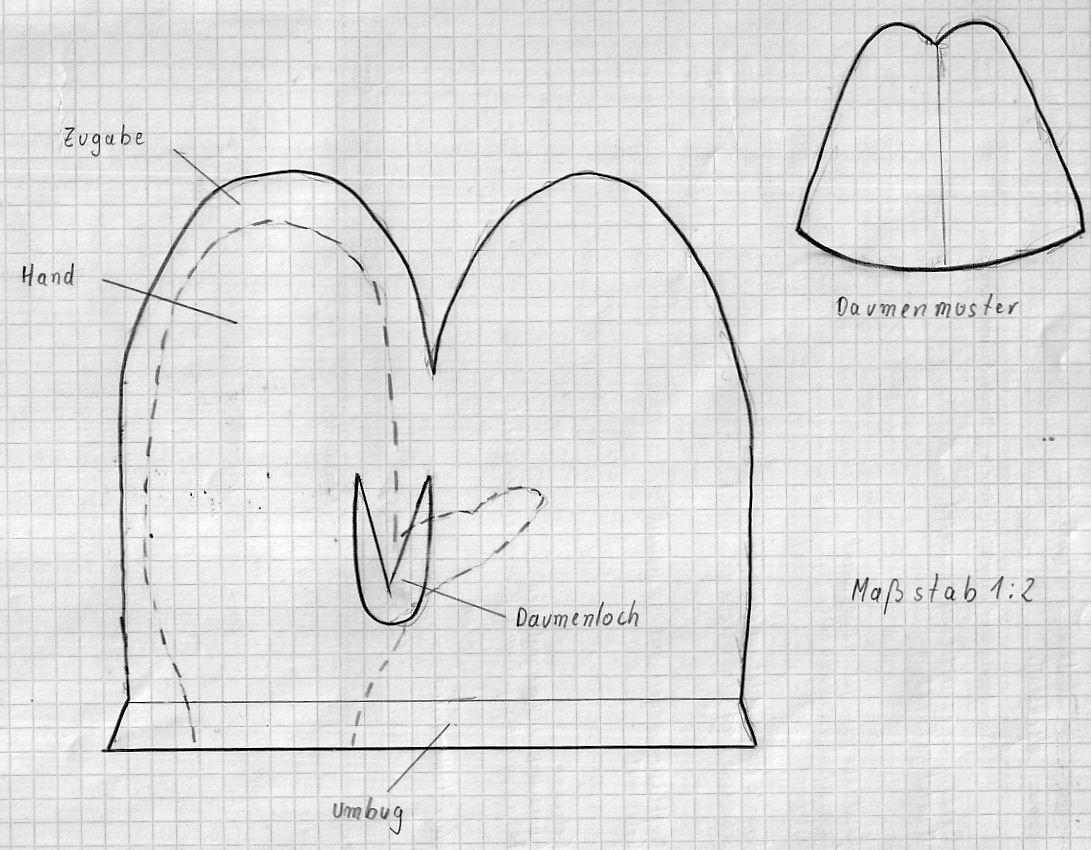
Skizze zur Anfertigung eines Pelzfäustlings

Die gewerbliche Serienfertigung von Handschuhen erfolgt mit den Größen entsprechenden Stanzen.
Ein Nähautomat kann das Säumen des Handschuhrandes von Strickhandschuhen erledigen. Die Grundmaschine übernimmt dabei den automatischen Nähguttransport und die Kantensteuerung. Im Baukastenprinzip werden von einem Unternehmen dazu weitere Ausbauvarianten angeboten:
manuelles Beschichten
Etikettenspender zum Annähen von Webetiketten
automatisches Laden der Handschuhe vom Stapel
automatisches Abziehen und Abstapeln
automatisches Bandolieren.
Der vom Kürschner selbst hergestellte Pelzhandschuh beschränkte sich zuletzt in der Regel auf die einfacher zu arbeitenden Fausthandschuhe mit Daumen, die mit der Pelznähmaschine genäht werden. Um ein besseres Aussehen zu erzielen, werden sie in ungefütterter Ausführung bei Verwendung einer Pelznähmaschine von der Haarseite aus genäht. Fingerhandschuhe müssen in mehr Größen vorrätig gehalten werden, auch wird für eine professionelle, nicht überfütterte Arbeit eine spezielle Handschuhsteppmaschine gebraucht.

## Kultur
- Meret Oppenheim schuf neben ihrem berühmten Déjeuner en fourrure, Tasse, Untertasse und Löffel mit Pelz überzogen, 1936 ein Paar beigefarbene Pelz-Halbfingerhandschuhe, aufgezogen auf Hände aus Holz mit rot lackierten Fingernägeln.[22]
- Die Deutsche Kinemathek in Berlin verwahrt in der Marlene-Dietrich-Collection ein Paar 65 cm lange, extravagante Wollhandschuhe, an denen Enden sich im oberen Bereich jeweils acht Querstreifen aus dunkelbraunen Nerzschweifen befinden. Zu den von New Yorker Modisten Frederics entworfenen und von der John-Frederics, Inc. (John P. John und Frederick Hirst) zwischen 1940 und 1949 für die Dietrich hergestellten Handschuhen gehört ein Paar mit Nerzschweifen verbrämte hochhackige Stiefeletten.[23][24]
- Im Jahr 1963 hatte sich der Boxweltmeister im Schwergewicht, Sonny Liston, im Rahmen einer Werbevorveranstaltung ein Paar Boxhandschuhe aus Nerz anfertigen lassen. Bei einem Presseinterview mit Liston und dem Newcomer Muhammad Ali (damals noch Cassius Clay) wurden als Gag die Handschuhe gezeigt, mit deren weicher Berührung er Clays „hübsches Gesicht“ verschonen würde, wenn Liston ihn im bevorstehenden Titelkampf bestrafen wird. Liston gab den Kampf in der 7. Runde auf. Die Handschuhe wurden 2016 in einer Auktion für 10.500 englische Pfund verkauft.[7]
- Im Film „Thunderball“, ebenfalls 1963, versucht James Bond, seine jüngste Eroberung postkoital zu entspannen, indem er sie mit einem Nerzhandschuh massiert, offenbar mit wenig Erfolg:.

Bond: „Nerz. Ähm - es reduziert die Spannungen.“
Patricia Fearing: „Nicht meine.“
- In Grimms Märchen „Der gestiefelte Kater“ erbt der dritte der Brüder nur einen Kater und beschließt, sich ein Paar Pelzhandschuhe aus dessen Fell machen zu lassen: „Hör“ fing der Kater an, der dessen Selbstgespräch verstanden hatte, „du brauchst mich nicht zu töten, um ein paar schlechte Handschuhe aus meinem Pelz zu kriegen; lass mir nur ein Paar Stiefel machen, dass ich ausgehen und mich unter den Leuten sehen lassen kann, dann soll dir bald geholfen sein.“ Der Müllerssohn heiratete dank der Listigkeit des Katers letztlich die Prinzessin und wurde König, und der Kater sein Minister.